# 히젠정
히젠정(일본어: 肥前町)은 일본 사가현 북서부에 위치했던 정이다. 2005년 1월 1일에, 가라쓰시 하마타마정·규라기정·오치정·기타하타촌·진제이정·요부코정이 합병해 가라쓰시가 되었다.

## 역사
- 1889년 4월 1일 - 정촌제 시행에 의해 이리노촌, 기리고촌이 성립하였다.
- 1958년 1월 1일 - 기리고촌이 분립해 가라쓰시와 아리노촌에 편입되었다. 당일 정으로 승격해 비젠정이 되었다.
- 2005년 1월 1일 - 가라쓰시와 7정촌이 합병(신설 합병)해 가라쓰시가 되어 폐지되었다.

## 교통

### 도로
- 국도 204호선